# Apseudes setosus
Apseudes setosus är en kräftdjursart som beskrevs av Lang 1968. Apseudes setosus ingår i släktet Apseudes och familjen Apseudidae. Inga underarter finns listade i Catalogue of Life.